# Labbeville
Labbeville egy község Franciaországban. Lakosainak száma 641 fő (2022. január 1.).

## Földrajza
Labbeville Frouville, Hérouville-en-Vexin, Menouville, Nesles-la-Vallée és Vallangoujard községekkel határos.